# Raron
Raron (toponimo tedesco; in francese Rarogne) è un comune svizzero di 1 936 abitanti del Canton Vallese, nel distretto di Raron Occidentale del quale è capoluogo.

## Storia
Nel 1846 ha inglobato la località di Turtig, fino ad allora frazione di Unterbäch.

## Monumenti e luoghi d'interesse

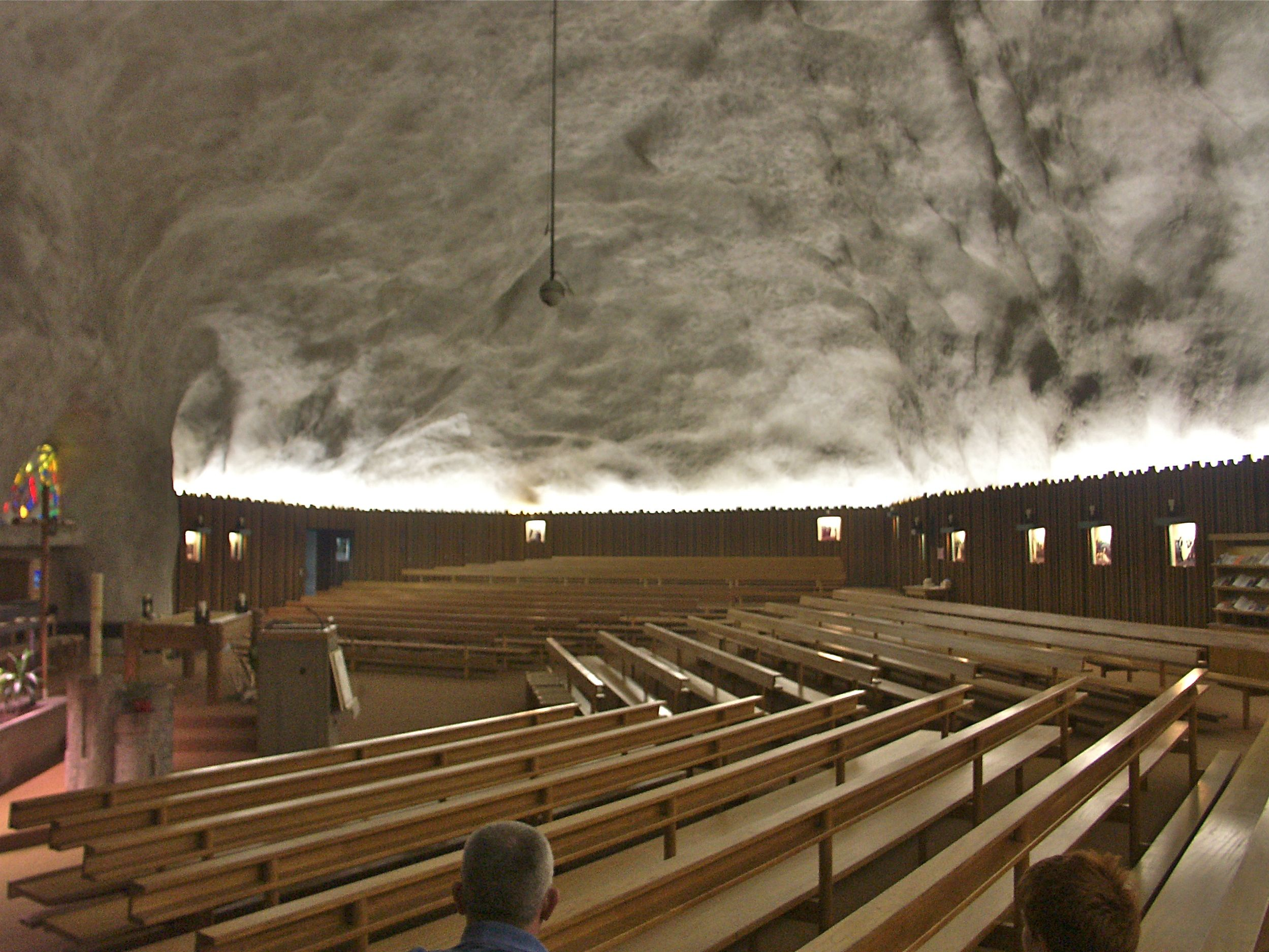
La chiesa di San Michele

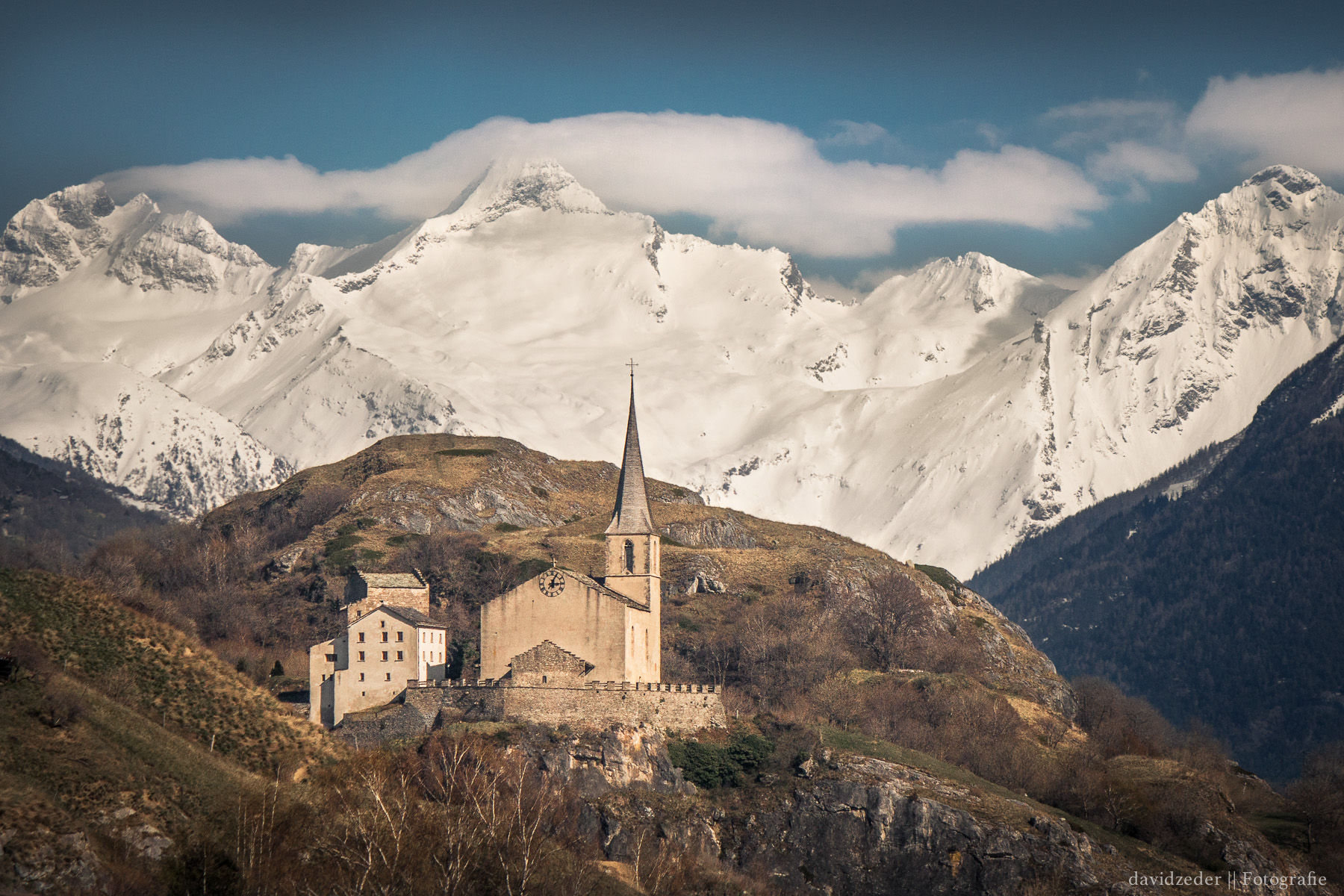
La chiesa di San Romano

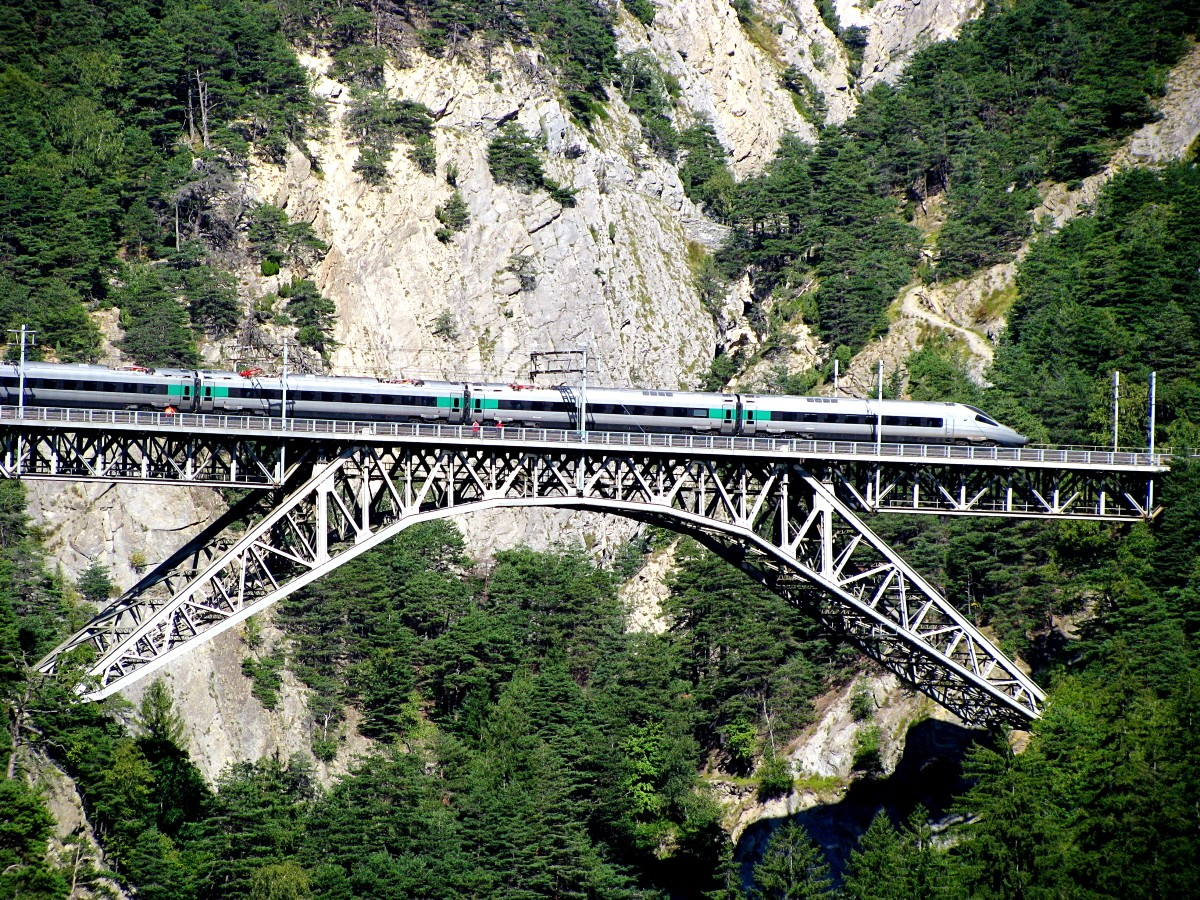
Il Bietschtalbrücke

- Chiesa parrocchiale ipogea di San Michele (Felsenkirche), eretta 1974[1];
- Chiesa di San Romano (Burgkirche), già parrocchiale, attestata dal 1299 e ricostruita nel 1508-1514[1];
- Chiesa in località Sankt German, eretta nel IX secolo[3];
- Bietschtalbrücke, ponte ferroviario sulla ferrovia del Lötschberg.

## Società

### Evoluzione demografica
L'evoluzione demografica è riportata nella seguente tabella:
Abitanti censiti

## Infrastrutture e trasporti

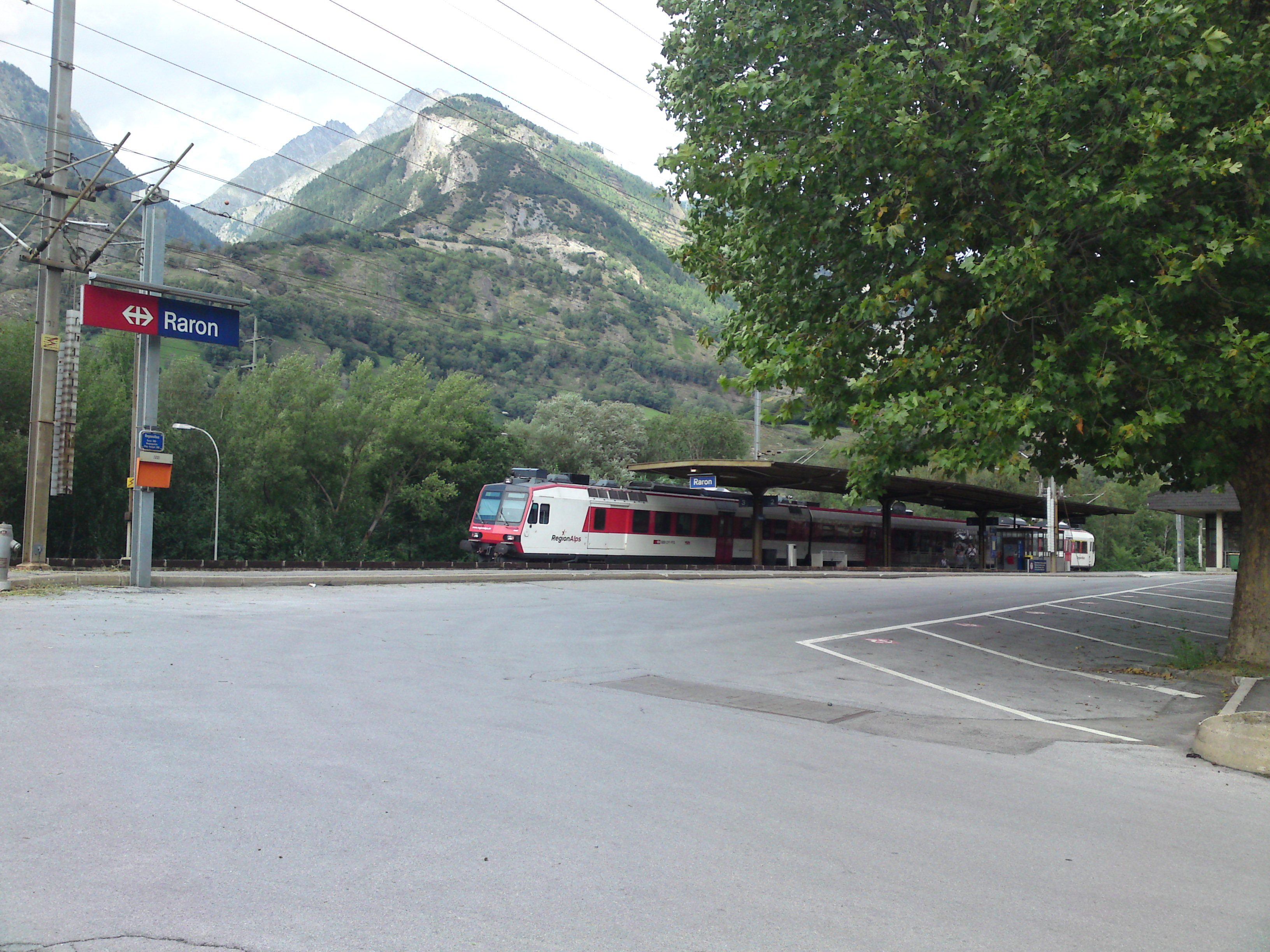
La stazione di Raron

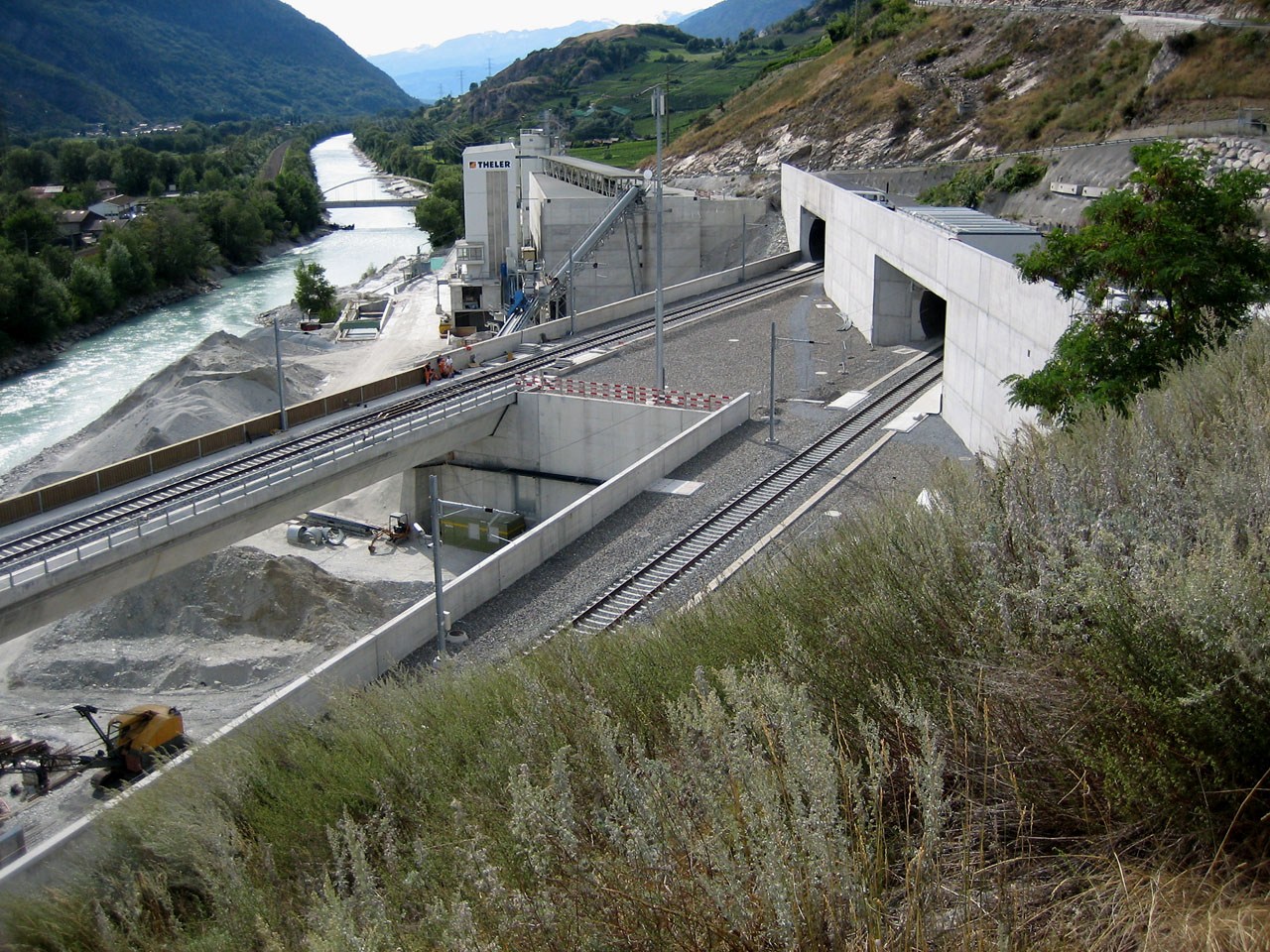
Il portale sud della galleria di base del Lötschberg

Raron è servito dall'omonima stazione, sulla ferrovia del Lötschberg; nel territorio comunale si trova il portale sud della galleria di base del Lötschberg, inaugurata nel 2007, che fa parte del progetto ferroviario ad alta velocità AlpTransit.

## Amministrazione
Ogni famiglia originaria del luogo fa parte del cosiddetto comune patriziale e ha la responsabilità della manutenzione di ogni bene ricadente all'interno dei confini del comune.